# Kukulbej
Kukulbej (ros.: хребет Кукульбей, chriebiet Kukulbiej) – pasmo górskie w azjatyckiej części Rosji, w południowo-wschodniej części Kraju Zabajkalskiego, na prawym brzegu Borzji i Tałanguju. Rozciąga się z południowego zachodu (w okolicach miejscowości Szerłowaja Gora) na północny wschód (do doliny Undy) na długości ok. 140 km i szerokości 30–35 km. Kukulbej rozwidla się na dwie odnogi: jedną, biegnącą ku Górom Cugolskim i Onońskim oraz drugą, która ciągnie wzdłuż lewego brzegu Gazimuru i dochodzi aż do Gór Borszczowocznych. Pasmo wznosi się średnio na wysokość 1000–1200 m n.p.m.; najwyższy szczyt, gora Uczaszczina, ma wysokość 1412 m n.p.m. Góry zbudowane są głównie ze skał prekambryjskich, paleozoicznych i mezozoicznych. Dominuje rzeźba średniogórska. Zbocza porozcinane są dolinami rzek. Pokrywają je rumowiska skalne, stepy, lasostepy i tajga górska.